# Michael Loth

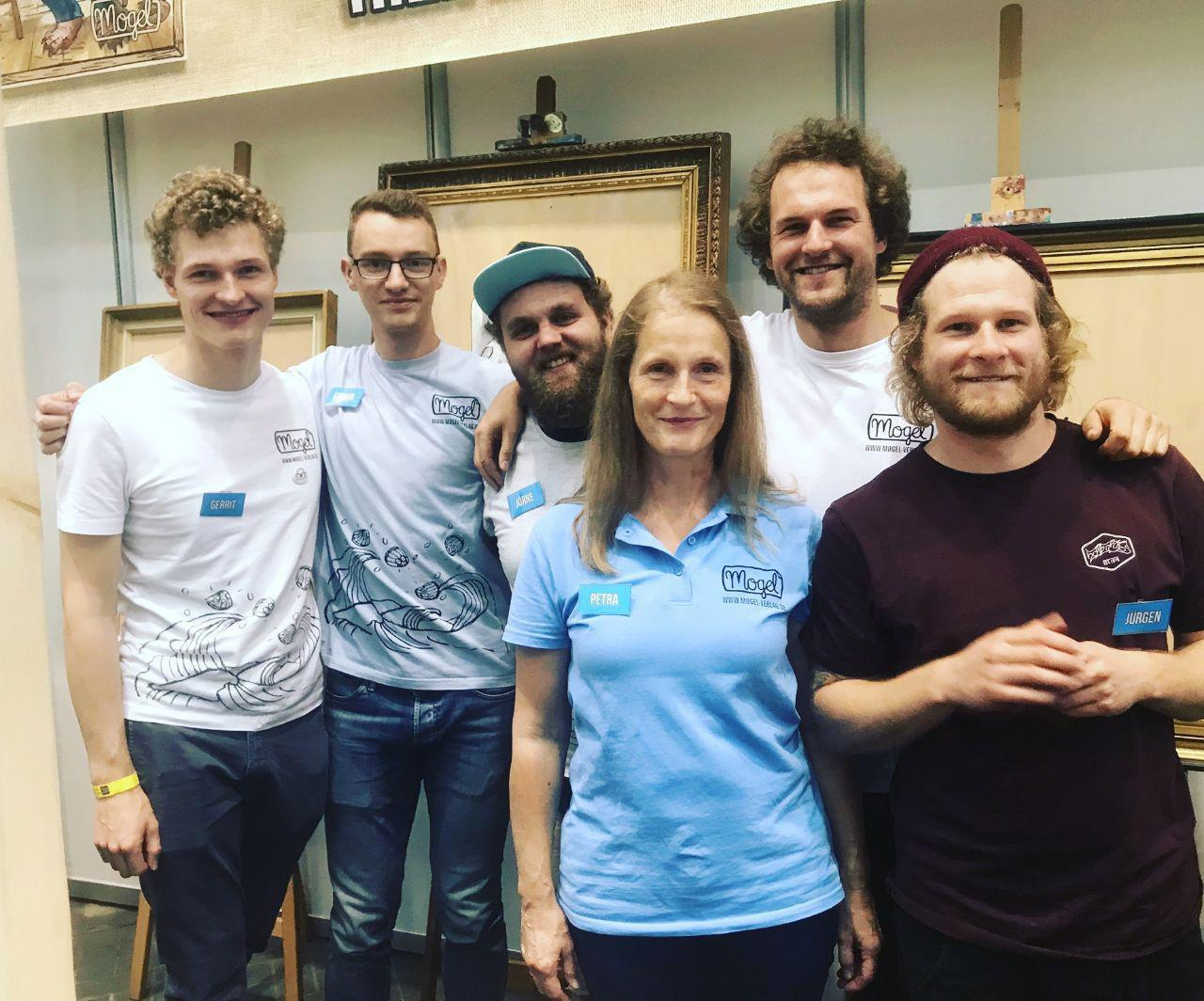
Michael Loth (zweiter von rechts) mit dem Mogel-Verlag auf der Messe Essen

Michael Loth (* 22. Juni 1987 in Papenburg) ist ein Spieleautor, Illustrator, Musiker und Kunstlehrer. Seine Spiele wurden für verschiedene nationale und internationale Spielepreise nominiert und ausgezeichnet.

## Leben
Nach dem Abitur am Gymnasium Marianum in Meppen studierte Loth Kunst und Geschichte. Während des Studiums gründete er mit seinem Bruder Jürgen die Band Käfer K und veröffentlichte bei Lala Schallplatten von 2011 -2013 zwei Studioalben und ein Live-Album und tourte durch Deutschland und Dänemark. Loth gestaltete die Cover der Tonträger und des Merchandises für die Band.
Nach der Auflösung der Band gründete Jürgen den Spieleverlag Mogel, Michael Loth entwickelte und illustrierte die Spiele für den Verlag. Mit der Veröffentlichung von drei Spielen im Jahr 2016 und einem Spiel im Jahr 2017 konnte der Verlag schnell auf sich aufmerksam machen. Nach anhaltendem Erfolg wurde der Verlag zum Spielstudio umgewandelt und die Spiele wurden zunehmend mit Partnern wie Heidelberger Spieleverlag und Kosmos veröffentlicht und vertrieben.
Heute lebt Loth in Brual und arbeitet als Kunstlehrer.

## Diskografie
- Von scheiternden Mühen (2011, lala Schallplatten)
- Live At Lala Studios (2012, lala Schallplatten)
- Zu verwerfende Pläne, (2013, lala Schallplatten)

## Ludografie
- Perlentauchen (2016, Mogel-Verlag)
- Willi Wörterwurm (2016, Mogel-Verlag)
- Tierisch bedroht (2016, Mogel-Verlag)
- Lanzeloth (2017, Mogel-Verlag)
- Belratti (2018, Mogel-Verlag; 2023 Kosmos)
- Banana Bandido (2019, Mogel-Verlag)
- My Gold Mine (2021, Kosmos in Kooperation mit Mogel-Verlag)

## Auszeichnungen
Belratti
- 1. Platz beim Hippodice Award im Jahr 2018[7]
- Nominierung für den Golden Geek in der Kategorie "Bestes Partyspiel" im Jahr 2018[8]
- Empfehlungsliste Spiel des Jahres im 2019[9]
- 1. Platz beim À-la-carte-Preis im Jahr 2019[10]

My Gold Mine
- Empfehlungsliste Spiel des Jahres im Jahr 2022[11]